# Thourie
Thourie é uma comuna francesa na região administrativa da Bretanha, no departamento Ille-et-Vilaine. Estende-se por uma área de 23,86 km². Em 2010 a comuna tinha 840 habitantes (densidade: 35,2 hab./km²).